# Johanne Andersen (ativista)

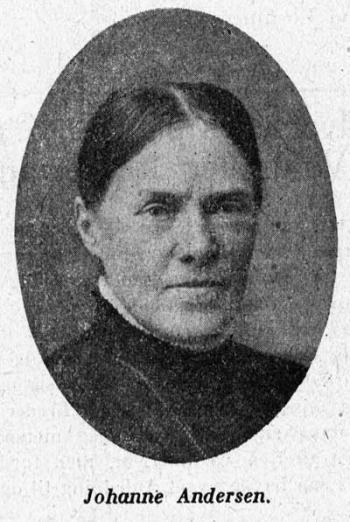
Johanne Andersen (1918)

Johanne Kirstine Andersen, nascida Christiansen (1862–1925) foi uma activista dinamarquesa pelos direitos das mulheres . Em 1908 co-fundou e, posteriormente, dirigiu a filial Balslev-Ejby da Sociedade de Mulheres Dinamarquesas no noroeste da ilha de Fiónia . Dois anos depois, tornou-se membro do conselho de administração conjunta da organização nacional, servindo como vice-presidente de 1919 até à sua reforma em 1922. Ela foi particularmente activa na promoção dos interesses das mulheres das comunidades rurais e no incentivo ao envolvimento das mulheres no planeamento doméstico e na administração de cantinas escolares. Politicamente, depois de as mulheres dinamarquesas terem obtido o direito ao voto em 1915, ela juntou-se ao partido Venstre, contudo não conseguiu ser eleita para o Folketing nas eleições de 1918.